# Proteína ligadora de andrógenos
La proteína ligadora de andrógenos o ABP por las iniciales de su denominación en inglés (androgen-binding protein) es una glucoproteína producida por las células de Sertoli en los túbulos seminíferos de los testículos que se une específicamente a la testosterona, di-hidrotestosterona  y el 17-ß-estradiol.
Una  vez que la proteína ligadora de andrógenos se une a testosterona y di-hidrotestosterona, estas hormonas se tornan menos lipofílicas y se concentran en el fluido seminal de los túbulos seminíferos. A niveles más elevados estas hormonas activan la espermatogénesis en los túbulos y la maduración de espermatozoides en el epidídimo.
La producción de proteína ligadora de andrógenos es regulada por la influencia de la hormona folículo-estimulante FSH de las células de Sertoli, estimulada por insulina, retinol y testosterona.